# Tenjo
Tenjo – miasto w Kolumbii, w departamencie Cundinamarca.